# Acropiesta radialis
Acropiesta radialis är en stekelart som beskrevs av Hellén 1964. Acropiesta radialis ingår i släktet Acropiesta, och familjen hyllhornsteklar. Arten är reproducerande i Sverige.